# Regény

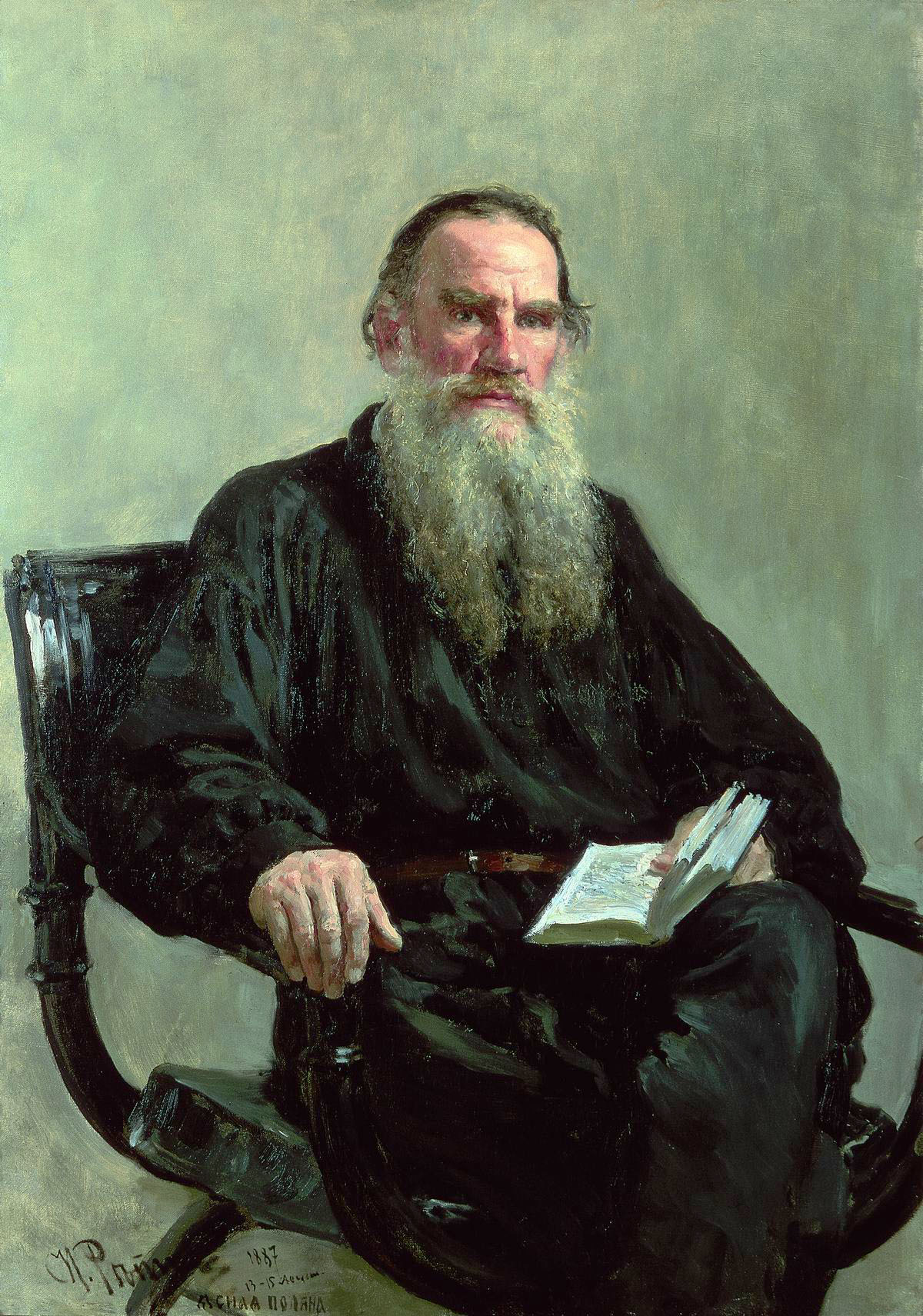
Lev Tolsztoj

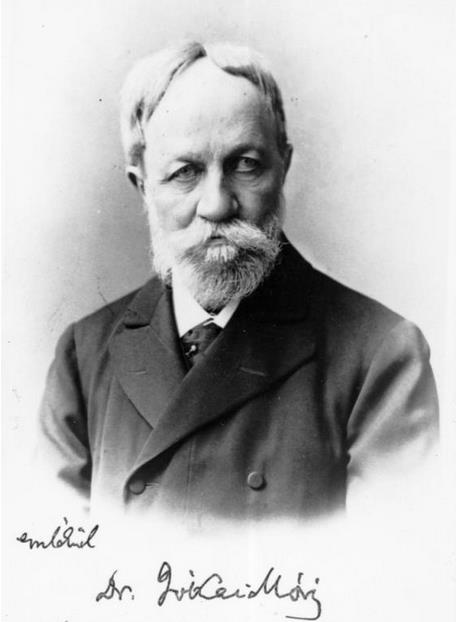
Jókai Mór

A regény rendszerint hosszabb időszakot felölelő, szerteágazó cselekményű, számos szereplőt (fő- és mellékszereplőket) bemutató mű, az epika vezető műfaja. A mű középpontjában egy történet áll. Formája elsősorban próza, korábbról ismerünk azonban verses regényeket is. Jellemzője a nagy (több száz, esetenként több ezer oldalas) terjedelem. A regények – fajtájuk, témájuk, és nem utolsósorban szerzőjük képességének függvényében – változatos arányban állítják fókuszba magát a cselekményt, a fizikai és társadalmi környezetet, az egyes szereplők érzés- és gondolatvilágát, illetve a jellemek fejlődését. 
Röviden: regény – epikai műfaj, hosszú terjedelmű, sok szereplőjű. Cselekménye több szálon fut, melyeket epizódok szakíthatnak meg. Ezek a szálak a tetőpontban találkoznak.

## Elnevezés
A magyar regény kifejezés a rege szóból ered. A szót Szemere Pál alkotta a magyar nyelvújítás idején, és Jósika Miklós terjesztette el, ugyanis az ő Abafijának címlapján szerepelt először a regény műfajmegjelölés. Azt megelőzően a román elnevezést használták, amely a francia roman szó átvétele volt: így nevezték azokat a nem vallásos tárgyú, terjedelmesebb, szórakoztató prózai műveket, amelyek nem latin nyelven íródtak, hanem a nép nyelvén. A francia roman szó a késő latin loqui Romanice („rómaiul beszél”) kifejezésből ered, ami a vulgáris latinból lett újlatin utódnyelvekre utalt, szembeállítva őket a klasszikus latinnal. A középkorban az ófrancia romant szó és provanszál, olasz, spanyol megfelelői (romanz, romanza, romance) az e nyelveken született költészetre értődtek, majd jelentésszűkülés révén a verses regényre (román), illetve és egyes rövidebb elbeszélő költeményekre (románc).
A magyarban a "regény" terminus sokáig nem csupán az egzakt irodalomelméleti értelemben vett műfaji megjelölést fedte le. A sajtóban, a vásári ponyvák berkeiben, a bulvárirodalomban ezzel illettek minden kalandos történetet, tekintet nélkül terjedelmére, cselekményének szerteágazására, a szereplők jellemfejlődésére, a társadalmi környezet leírására stb. Így egy pároldalas rajzsorozatot (képregény), vagy a nagyvárosi ponyvairodalom közegében közreadott novellákat, esetenként történetkéket is "regényként" tálalták a magyar olvasónak – akárcsak az ezeroldalas, a szépirodalom magasabb régióiban tenyésző, a 20. századi modern értelemben vett regények.

## Története
A regény az irodalommal egyidős műfaj, találunk példát az ókorban, a középkorban és az újkorban egyaránt. A regény mégis elsősorban a modern polgárság sajátja, a 18., 19., de leginkább a 20. század műfaja.

## Típusai
- családregény
- történelmi regény
- fejlődésregény
- társadalmi regény
- tézisregény
- államregény
- kalandregény
- háborús regény
- pikareszk regény
- ifjúsági regény
- krimi
- szerelmesregény
- tudományos regény
- esszéregény[3]
- blogregény
- thriller
- lélektani regény, illetve mindezek kombinációja is.
- webregény, internetes felületen, általában részenként publikált regény[4]

Vannak továbbá dokumentumregények, sci-fi-, és fantasy-regények, parabolaregények és szórakoztató regények, vagyis lektűrök. A regénynek számos más típusát különböztették meg a régmúltban és vélhetően még többet fognak a jövőben.

## A legnépszerűbb regények
Az alábbi lista a Magyarországon legnépszerűbb regényeket tartalmazza a Magyar Televízió 2005-ös A Nagy Könyv című országos közönségszavazása szerint.
Az első tíz népszerűség szerint:
1. Gárdonyi Géza: Egri csillagok
2. Molnár Ferenc: A Pál utcai fiúk
3. Szabó Magda: Abigél
4. George Orwell: 1984
5. Jókai Mór: Az arany ember
6. Alan Alexander Milne: Micimackó
7. Antoine de Saint-Exupéry: A kis herceg
8. J. R. R. Tolkien: A Gyűrűk Ura
9. Joanne Kathleen Rowling: Harry Potter és a bölcsek köve
10. Mihail Afanaszjevics Bulgakov: A Mester és Margarita